# Ера-Лесин
Ера-Лесин (њем. Ehra-Lessien) општина је у њемачкој савезној држави Доња Саксонија. Једно је од 41 општинског средишта округа Гифхорн. Према процјени из 2010. у општини је живјело 1.613 становника. Посједује регионалну шифру (AGS) 3151008.

## Географски и демографски подаци
Ера-Лесин се налази у савезној држави Доња Саксонија у округу Гифхорн. Општина се налази на надморској висини од 63 метра. Површина општине износи 56,1 km². У самом мјесту је, према процјени из 2010. године, живјело 1.613 становника. Просјечна густина становништва износи 29 становника/km².